# Єлісєєв Матвій Павлович
Матвій Павлович Єлісєєв (рос. Матвей Павлович Елисеев) — російський біатлоніст, призер чемпіонату світу.
Бронзову медаль чемпіонату світу Єлісєєв виборов у складі російської збірної в естафеті 4х7,5 км на чемпіонаті 2019 року, що проходив у шведському Естерсунді. 

## Результати
Джерелом усіх результатів є  Міжнародний союз біатлоністів.

### Олімпійські ігри
| Ігри           | Інд. гонка | Спринт | Персьют | Мас-старт | Естафета | Змішана естафета |
| -------------- | ---------- | ------ | ------- | --------- | -------- | ---------------- |
| Пхьончхан 2018 | 28         | 83     | —       | —         | —        | 9                |

### Чемпіонати світу
| Чемпіонат      | Інд. гонка | Спринт | Персьют | Мас-старт | Естафета | Змішана естафета | Одиночна змішана естафета |
| -------------- | ---------- | ------ | ------- | --------- | -------- | ---------------- | ------------------------- |
| Естерсунд 2019 | —          | 51     | 35      |           | Бронза   | —                | 6                         |